# María Smolnikova
María Alexandrovna Smolnikova (en ruso: Мари́я Алекса́ндровна Смо́льникова; 17 de diciembre de 1987 en Ekaterimburgo) es una actriz rusa de cine, teatro y televisión, reconocida principalmente por sus papeles en la película dramática de 2012 Daughter y en el largometraje bélico de 2013 Stalingrado.

## Primeros años y estudios
Smolnikova nació en Sverdlovsk, República Socialista Federativa Soviética de Rusia, Unión Soviética (en la actualidad la ciudad se conoce como Ekaterimburgo). Estudió en una escuela de arte experimental en su ciudad natal. En su infancia actuó en el teatro infantil de Nizhni Nóvgorod, aspirando ingresar en la prestigiosa Academia Rusa de Arte Teatral. Sin embargo, tuvo que realizar tres intentos para poder inscribirse en un curso piloto bajo la tutela de los directores Yevgeny Kamenkovich y Dmitry Krymov. Se graduó de dicha institución en 2011.

## Carrera
Ha realizado una variedad de apariciones en producciones teatrales, principalmente como miembro de la Escuela de Arte Dramático de Dmitry Krymov. Inició su carrera en el cine y la televisión de Rusia apareciendo en la serie de televisión Without Witness en 2012. Ese mismo año interpretó el papel de Inna Kraynova, una colegiala, en el largometraje dramático Daughter. En 2013 logró un mayor reconocimiento en su país al interpretar el papel de Katya en la película bélica Stalingrad, dirigida por Fiódor Bondarchuk y protagonizada por Pyotr Fyodorov, Thomas Kretschmann y Yanina Studilina.
En 2014 interpretó el papel de una bibliotecaria en la cinta Fort Ross: In Search of Adventure y apareció en la reconocida serie de televisión rusa Kuprin, en la que encarnó a Liza. En 2016 apareció en la película de  Anna Matison After You're Gone en el papel de Alisa. Dos años después protagonizó la coproducción entre Rusia y Azerbaiyán Kilimanjara.

## Filmografía

### Cine y televisión
| Año  | Título                            | Papel         | Notas               |
| ---- | --------------------------------- | ------------- | ------------------- |
| 2012 | Without Witness                   | Masha         | Serie de televisión |
| 2012 | Daughter                          | Inna Kraynova |                     |
| 2013 | Stalingrado                       | Katya         |                     |
| 2014 | Fort Ross: In Search of Adventure | Bibliotecaria |                     |
| 2014 | Kuprin                            | Liza          | Serie de televisión |
| 2016 | After You're Gone                 | Alisa         |                     |
| 2018 | Kilimanjara                       |               |                     |